# Kelleria reducta
Kelleria reducta is een eenoogkreeftjessoort uit de familie van de Kelleriidae. De wetenschappelijke naam van de soort is voor het eerst geldig gepubliceerd in 2006 door Gómez.